# 米欣基 (柳博滕市鎮)
49°59′21″N 35°51′19″E / 49.98917°N 35.85528°E
米欣基（烏克蘭語：Мищенки）是位於烏克蘭東部的村莊，由哈爾科夫州哈爾科夫區的柳博滕市鎮負責管轄。該村始建於1750年，面積0.46平方公里，海拔高度208米，2001年人口176，人口密度每平方公里382.6人。